# Cepora perimale
Cepora perimale (tên tiếng Anh: Caper Gull) là một loài bướm thuộc họ Pieridae. Nó được tìm thấy ở đảo Norfolk và in New South Wales, Bắc Úc, Queensland, Victoria, Tây Úc, Fiji, Irian Jaya, Maluku, Sulawesi, Nouvelle-Calédonie, Papua New Guinea, quần đảo Solomon và Vanuatu.
Sải cánh dài 40 mm.
Ấu trùng ăn Capparis canescens, Capparis mitchellii and Capparis sepiaria.

## Phụ loài
- Cepora perimale perimale (đảo Norfolk)
- Cepora perimale scyllara  (Macleay, 1826)  -Australian Gull (miền bắc Australia to the Hunter River, New South Wales)
- Cepora perimale pitys (Timor)
- Cepora perimale wetterensis (đảo Wetar)
- Cepora perimale pygmaea (đảo Leti)
- Cepora perimale pityna (đảo Damar)
- Cepora perimale babberica (đảo Babar)
- Cepora perimale consanguinea (Tanimber Group)
- Cepora perimale bolana (đảo Kai)
- Cepora perimale perictione (Aru)
- Cepora perimale wallaceana  (C. & R. Felder, 1865)  (Waigeu)
- Cepora perimale dohertyana  (Grose-Smith, 1894)  (West Irian tới miền nam New Guinea)
- Cepora perimale latilimbata (Butler, 1876) (Darnley Island, Papua)
- Cepora perimale mithra (đảo Fergusson)
- Cepora perimale chrysopis (Neomfor Island, Geelvink Bay)
- Cepora perimale leucophorus (quần đảo Trobriand)
- Cepora perimale acrisa (New Caledonia, quần đảo Loyalty)
- Cepora perimale quadricolor (New Britain, New Ireland, New Hanover, Duke of York Group)
- Cepora perimale agnata (Guadalcanal, Roviana)
- Cepora perimale discolor (Ugi, quần đảo Ulana)
- Cepora perimale macdonaldi (Bougainville)
- Cepora perimale maculata (New Britain)
- Cepora perimale radiata (Bellona Island, Somonons)

## Hình ảnh

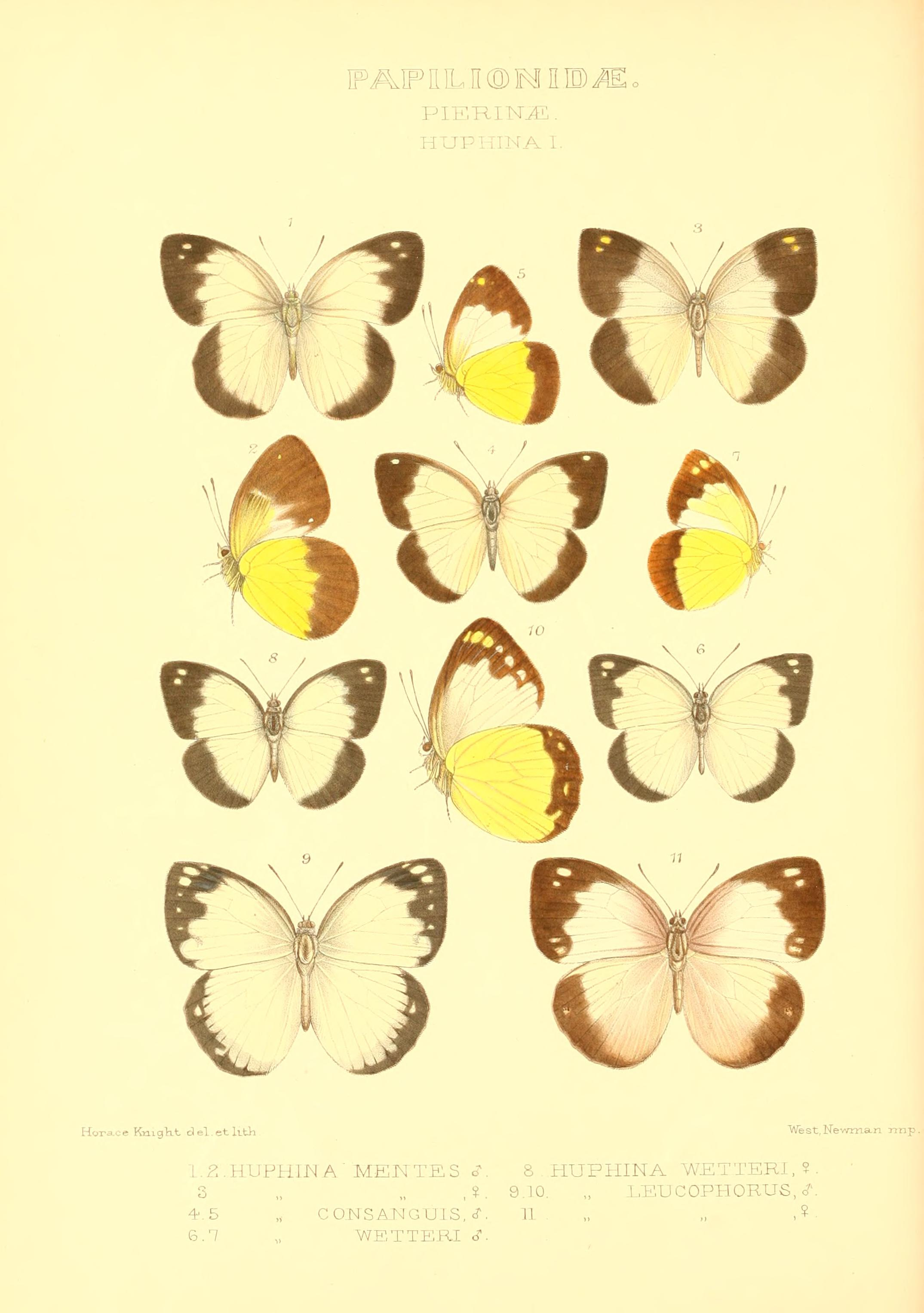
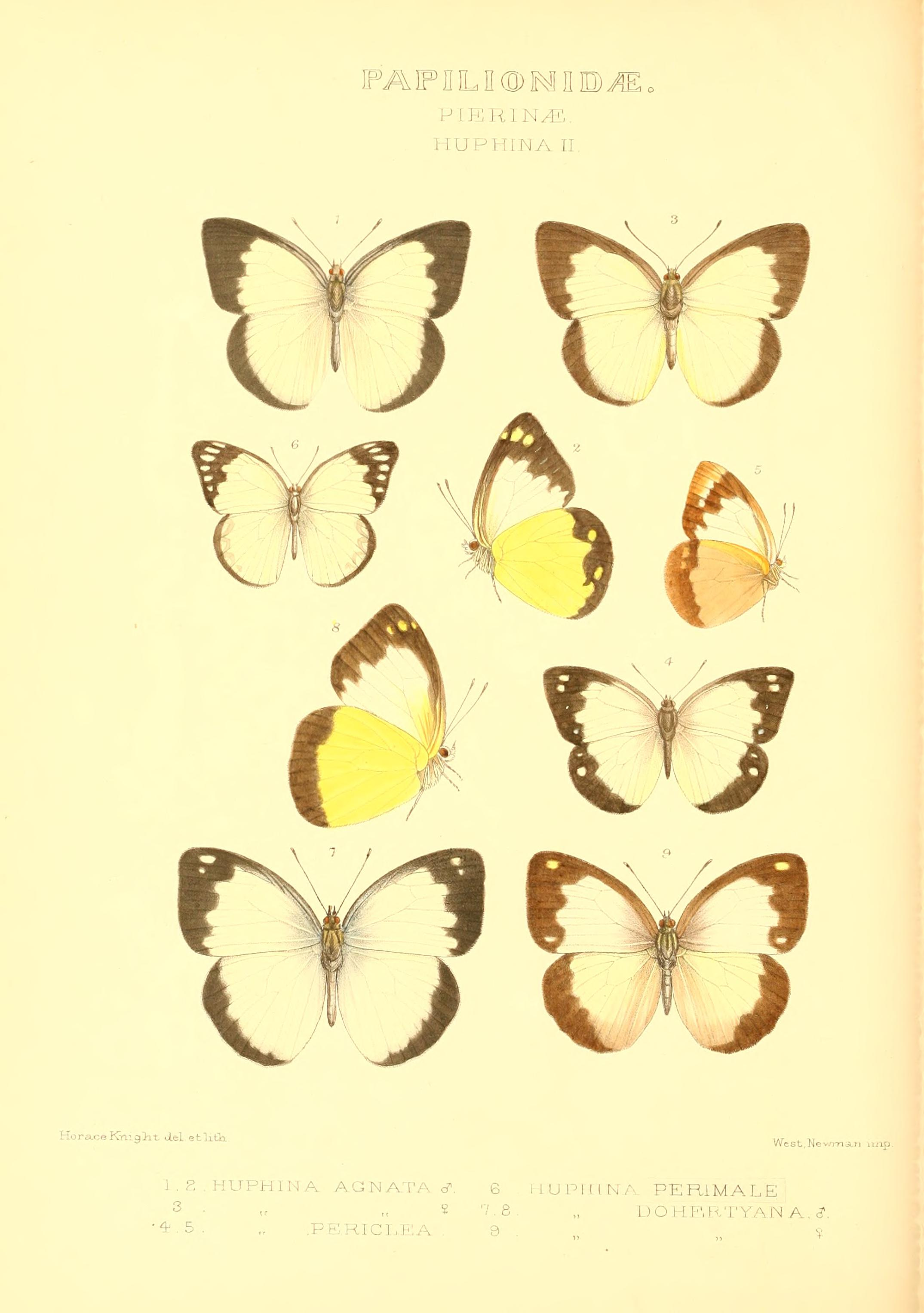
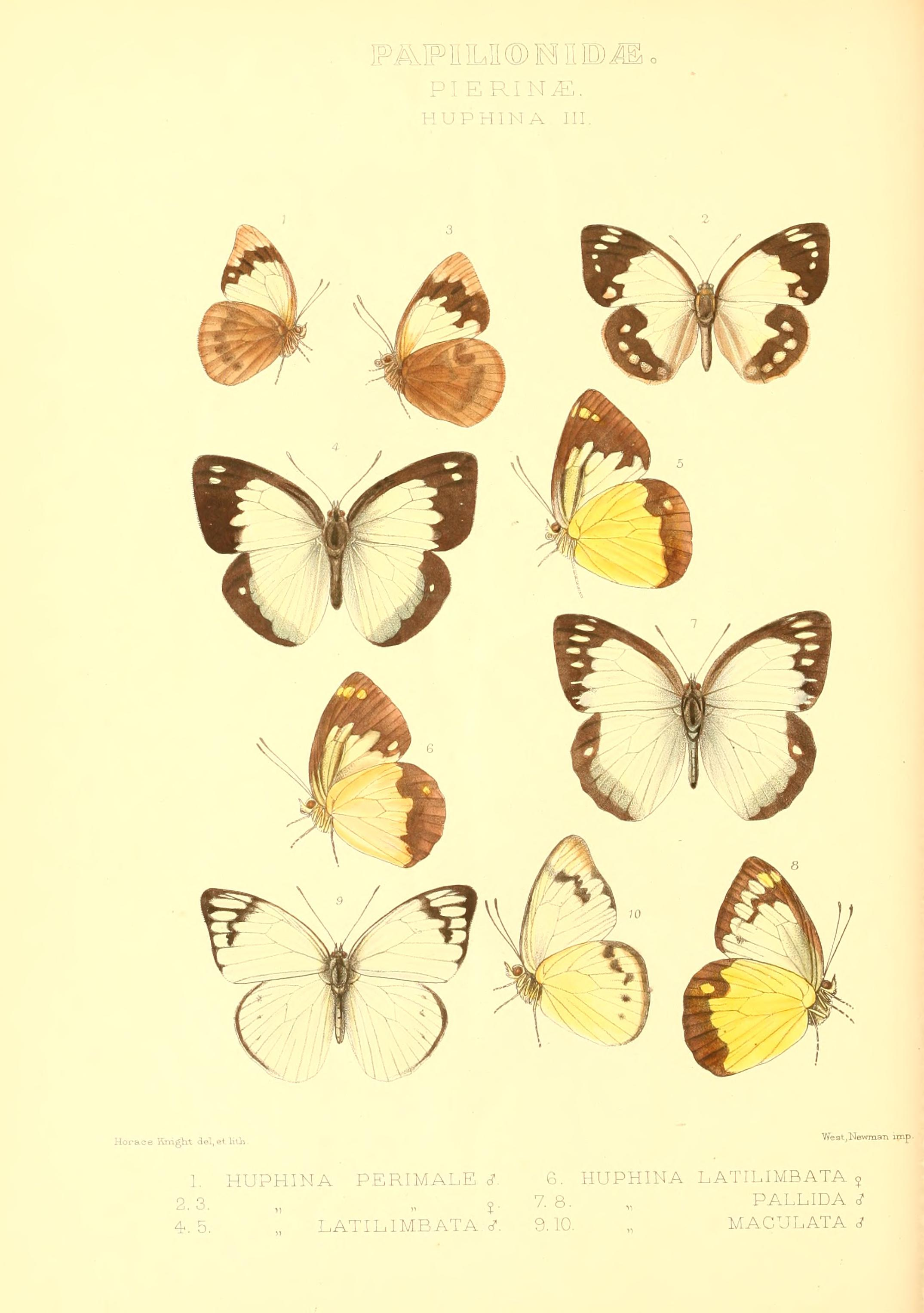
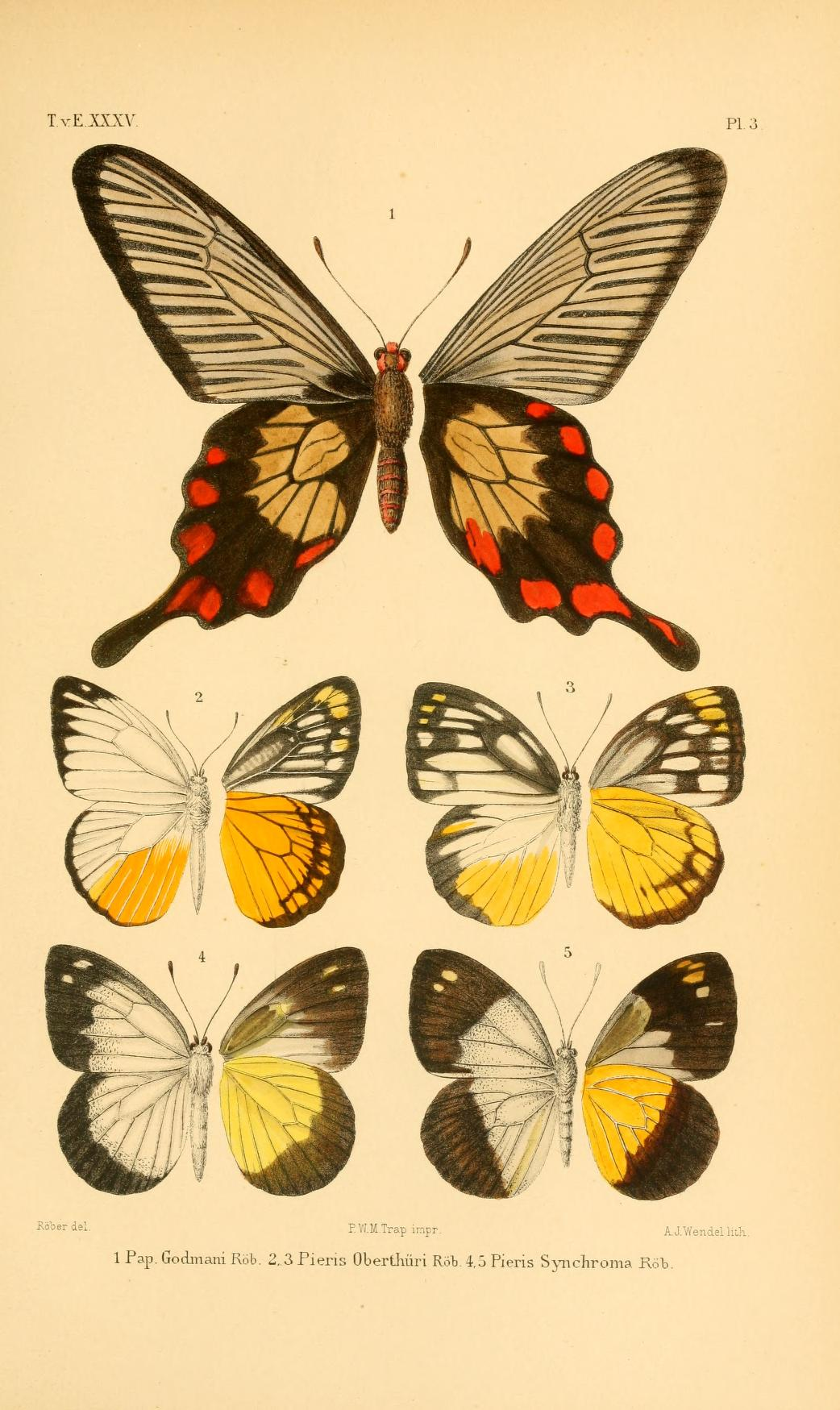